# Limitations de vitesse en Suisse

Limitations de vitesse en Suisse

Les limitations de vitesse par défaut en Suisse sont définies par l'ordonnance sur les règles de la circulation routière (OCR) du 13 novembre 1962, laquelle s'appuie sur la loi sur la circulation routière.

L'OCR règle la circulation sur la voie publique, néanmoins les automobilistes et les cyclistes y sont soumis même en dehors des routes servant à la circulation publique.

## Limitations générales de vitesse valables sur le réseau routier
De manière générale les limitations de vitesses sont divisées en trois grands groupes : la limitation générale valable en localité, celle valable hors localité et enfin la limitation de vitesse sur autoroute.
En localité, la vitesse maximale est de 50 km/h. Selon l'OCR, la limitation de vitesse est valable dans toute la zone bâtie de façon compacte à l’intérieur de la localité, commence au droit du panneau «Vitesse maximale 50, limite générale» et se termine à la hauteur du signal «Fin de la vitesse maximale 50, limite générale». Sur une route secondaire de peu d'importance, ce signal peut être absent ; la limitation prend alors effet dès l'entrée dans la zone bâtie.
Contrairement aux règles en vigueur dans la plupart des autres pays européens signataires de la Convention de Vienne, la limitation de vitesse en localité n'est pas prescrite par le panneau de « début de localité ».
Hors localité, la vitesse limite est fixée à 80 km/h ; cette dernière est valable dès le franchissement des signaux «Fin de la vitesse maximale 50, limite générale», «Fin de la vitesse maximale», «Fin de la semi-autoroute» ou «Fin de l’autoroute».
Sur autoroute, la limitation de vitesse applicable est de 120 km/h, à partir du signal «Autoroute» jusqu'au signal «Fin de l’autoroute». Sur semi-autoroute et munie du signal correspondant, la vitesse maximale autorisée est de 80 km/h mais doit toujours être signalée. S'il y a beaucoup de circulation, c'est 60 km/h.

Vitesse maximale 50, limite générale
Fin de la vitesse maximale 50, limite générale
Semi-autoroute
Fin de la semi-autoroute
Autoroute
Fin de l'autoroute

## Dérogations aux vitesses maximales
Les vitesses maximales prévues par la loi et indiquées ci-dessus peuvent, sur certains tronçons de route, être parfois réduites, par exemple lorsque « un danger n’est perceptible que difficilement ou n’est pas perceptible à temps et ne peut pas être écarté autrement » ou pour toutes les autres raisons mentionnées par la loi. Dans tous les cas, la vitesse limite doit respecter la gradation des 10 km/h.
Si la loi autorise les abaissements de vitesse, des dérogations pour des vitesses supérieures sont également possibles pour des motifs de fluidité et lorsque la sécurité n'est pas mise en cause, avec la même obligation de respecter la gradation aux 10 km/h.
Dès lors, il est possible de trouver des limitations de vitesse comme 60 ou 70 km/h. Une vitesse qui est réglée par des signaux en dérogation aux limitations de vitesse générale est valable à partir du panneau l'indiquant jusqu'à la fin de la prochaine intersection ; si la dérogation est prolongée au-delà, il y a lieu de placer un nouveau signal.

### Limites de vitesse en localité
Les dérogations peuvent parfois être prévues par la loi, c'est le cas de trois types de limitations de vitesse qui s'appliquent par « zones » et uniquement en localité.
Les zones piétonnes sont des aires normalement réservées à la circulation piétonne et aux utilisateurs d’engins assimilés à des véhicules. La circulation automobile y est normalement proscrite mais dans certains cas, notamment lorsqu'une plaque complémentaire l'indique, des exceptions sont possibles. La vitesse ne doit alors pas y excéder celle du pas et la priorité doit être accordée aux piétons et autres utilisateurs de la zone.
Les zones de rencontre sont des routes situées dans des quartiers résidentiels sur lesquels les piétons peuvent utiliser toute l'aire de circulation, en veillant toutefois à ne pas gêner inutilement la circulation. Si la circulation automobile n'y est pas interdite, les piétons et usagers assimilés bénéficient toujours de la priorité au sein de ces zones, lesquelles sont limitées à 20 km/h.
Les zones 30 délimitent une aire limitée à 30 km/h dans laquelle les automobilistes doivent rouler de façon particulièrement prévenante.
La limitation de vitesse à 30 km/h la nuit est appliquée dans certaines communes pour préserver la tranquillité sonore, en dehors des grands axes.

Zone piétonne
Fin de zone piétonne
Zone de rencontre
Fin de zone de rencontre
Zone 30
Fin de zone 30

## Respect des limitations
Les contrôles de vitesse sont fréquents, notamment par 900 radars fixes en 2014, soit un radar pour 9 000 habitants.

## Autres règles
Les détecteurs de radars dans les véhicules sont interdits et confisqués si découverts.